# Zgodnje dinastično obdobje (Egipt)
Arhaično ali zgodnje dinastično obdobje Egipta je bilo obdobje, ki je sledilo združitvi Gornjega in Spodnjega Egipta okoli leta 3100 pr. n. št. V to obdobje se običajno štejeta Prva in Druga dinastija. Trajalo je od arheološkega obdobja Naqada III. do leta okoli 2686 pr. n. št. oziroma do začetka Starega kraljestva. S Prvo dinastijo in združitvijo Egipta pod bogom-faraonom se je prestolnica kraljestva preselila iz Tinisa v Memfis. Abidos je obdržal položaj glavnega svetega mesta na jugu države. V zgodnjem dinastičnem obdobju so se izoblikovale prve značilnosti egipčanske civilizacije kot so umetnost, arhitektura in mnogo aspektov religije. 
Pred združitvijo je bil Egipt množica avtonomnih vasi. V obdobju zgodnjih dinastij in velikem delu kasnejše zgodovine je bil Egipt znan kot Dve deželi. Faraoni so vzpostavili državno upravo in imenovali svoje guvernerje. Zgradbe centralne vlade so bile podobne templjem. Zgrajene so bile iz lesa ali peščenjaka. Prvi hieroglifi so se pojavili malo pred tem obdobjem, o pogovornem jeziku, v katerem so se pisali, pa je kljub temu zelo malo znanega. 

## Kulturni razvoj
Egipčanska družba ob Nilu je približno do leta 3600 pr. n. št. temeljila na poljedelstvu in reji domačih živalih. Kmalu potem je začela hitro rasti in se razvijati in hitro napredovala proti prefinjeni civilizaciji. V tem času se je začela izdelovati nova in prepoznavna keramika, podobna tisti v južnem Levantu. Na veliko se je začel uporabljati baker. Egipčani so od Mezopotamcev prevzeli postopek za izdelavo na soncu sušenih zidakov iz blata ter arhitekturna in gradbeniška načela, vključno z oboki in dekorativnimi poglobljenimi zidovi.
Vzporedno s tem kulturnim napredkom se je ob Gornjem Nilu oziroma v Gornjem kraljestvu in delti Nila oziroma Spodnjam Egiptu začel proces združevanja vasi in naselij. Vojskovanja med Gornjim in Spodnjim Egiptom so bila pogosta. Faraon Gornjega Egipta Narmer je nazadnje porazil svoje nasprotnike v Nilovi delti in združil oba Egipta pod svojo krono. Narmer je na paletah upodobljen z dvojno krono, sestavljeno iz lotosovega cveta, ki je simboliziral Gornji Egipt, in papirusovega trsa, ki je simboliziral Spodnjega. Dvojno krono so prevzeli tudi njegovi nasledniki. V mitologiji je združitev Egiptov prikazana kot zmaga boga-sokola Hora (Spodnji Egipt) nad bogom Setom (Gornji Egipt). Združitev skupnosti ob Nilu bilo morda povezovano tudi s širjenjem Sahare. 
Pogrebni običaji kmetov se po združitvi niso spremenili, bogati pa so zase zahtevali nekaj več. Začeli so graditi mastabe, ki so v kasnejšem Starem kraljestvu postale zgled za gradnjo stopničastih piramid. Uspeh države v naslednjih 800 letih je temeljil na pridelavi žita in centralizirani upravi. 
Zgleda, da se je Egipt kot kulturna in gospodarska domena začel združevati dolgo preden je prvi faraon zasedel prestol Egipta v Memfisu in začel dinastično obdobje. Politično združevanje je potekalo postopoma, morda več stoletij, v katerih se je zgradila mreža trgovinskih poti in razvila sposobnost lokalnih vladarjev, da so organizirali poljedelstvo v velikem obsegu. Božansko kraljestvo je morda dobilo duhovni zagon v kultih bogov kot so Hor, Set in Neit, ki so se razširili po celem Egiptu.
V tem obdobju se je še bolj razvila pisava, ki je bila sprva sestavljena iz samo nekaj znakov, ki so pomenili količine različnih dobrin. Do konca Tretje dinastije  se je nabor znakov razširil na več kot dvesto znakov, tako fonogramov kot ideogramov.

## Prvi faraon
Po Manetonu je bil prvi vladar združenega Gornjega in Spodnjega kraljestva faraon Menes, ki se zdaj istoveti z Narmerjem. Narmer je bil prvi dokumentirani vladar Prve dinastije, ki je na Denovem in Kaajevem seznamu vladarjev napisan na prvem mestu. Seznama ga prikazujeta kot prvega priznanega dinastičnega vladarja in pomembnega utemeljitelja. Narmer je tudi prvi vladar, povezan s simbolom oblasti nad obema Egiptoma. Na Narmerjevi paleti je upodobljen s krono Gornjega in Spodnjega Egipta. Alternativne teorije trdijo, da je bil Narmer zadnji vladar v obdobju Nakada III in v Menesu prepoznavajo faraona Hor-Aho.